# الترابية (اترايبة)
الترابية هي إحدى مشيخات المملكة المغربية، تتبع جغرافيا لإقليم تازة وإداريًا لاترايبة. يقدر عدد سكانها بـ 3434 نسمة حسب الإحصاء الرسمي للسكان والسكنى لسنة 2004.